# Llista de monuments dels Pirineus Orientals

Comarques

Llista de monuments dels Pirineus Orientals (Llenguadoc-Rosselló) registrats com a monuments històrics, bé catalogats d'interès nacional (classé) o bé inventariats d'interès regional (inscrit).
A data 31 de desembre de 2009, el departament dels Pirineus Orientals tenia 284 monuments històrics, dels quals 122 són catalogats i 162 inventariats.
La llista es divideix per comarques tradicionals:
- Llista de monuments de l'Alta Cerdanya
- Llista de monuments del Capcir
- Llista de monuments del Conflent
- Llista de monuments del Rosselló
- Llista de monuments del Vallespir
- Llista de monuments de la Fenolleda